# Blue Dogs
La Coalición Blue Dogs (en español: Perros Azules) es una alianza de miembros conservadores sociales y conservadores fiscales del Partido Demócrata de los Estados Unidos. En la Cámara de Representantes, este grupo es una de las tres coaliciones principales junto con la Coalición de Nuevos Demócratas y el Caucus Progresista en el Congreso de los Estados Unidos. El grupo promueve una política de defensa nacional fuerte y un firme liderazgo.

## Historia
La coalición Blue Dogs se formó en 1995. La Coalición de los Blue Dogs está formada por congresistas demócratas conservadores procedentes de todas las regiones de los Estados Unidos, pero la mayoría de ellos procede de los estados conservadores del sur. Su enfoque político está en cuestiones financieras en las que adoptan un punto de vista conservador fiscal. 
Ellos tratan de lograr un presupuesto equilibrado y reducir la deuda nacional. Los Blue Dogs quieren crear un puente entre las posiciones de izquierda y derecha en el Congreso. La coalición se formó en 1994 cuando los republicanos tenían una mayoría de diputados en ambas cámaras en el 104.º Congreso por primera vez desde la década de 1950. Los Blue Dogs suelen ser responsables cuando los demócratas pueden obtener un mandato de los republicanos. En las elecciones de 2010, los demócratas Blue Dog, representados en el 111.º Congreso con 54 diputados, perdieron numerosos escaños y todavía estaban representados en el 112.º Congreso con 26 diputados. Las elecciones de 2012 redujeron el número de diputados de la coalición Blue Dog a casi la mitad, 14 diputados. La contraparte republicana de Blue Dogs es la Asociación Republicana de Main Street, un grupo de políticos republicanos que se ven a sí mismos como menos conservadores y más en el centro de la política que las otras corrientes internas del partido republicano. En parte, debido a la proximidad ideológica, también existen conexiones directas entre los miembros de ambos grupos. Entre los miembros de la coalición cabe destacar a Abigail Spanberger, Kyrsten Sinema, Kirsten Gillibrand y Loretta Sanchez.